# Camponotus extensus
Camponotus extensus är en myrart som beskrevs av Mayr 1876. Camponotus extensus ingår i släktet hästmyror, och familjen myror. Inga underarter finns listade.